# Söjtör
Söjtör [šejter] je obec v Maďarsku v župě Zala, spadající pod okres Zalaegerszeg. Nachází se na úpatí Zalské pahorkatiny, asi 21 km jižně od Zalaegerszegu a asi 224 km jihozápadně od Budapešti. V roce 2023 zde žilo 1 420 obyvatel, přičemž počet obyvatel je v posledních deseti letech poměrně stabilní.
V obci se nachází kostel svatého apoštola Jakuba a zámek rodu Festeticsů. Je zde rovněž rodný dům (kúria) Ference Deáka, uherského politika a poslance uherského sněmu, který se zde roku 1803 narodil. Dalšími významnými osobnostmi jsou právník Ferenc Sümeghy, státník Antal Deák či hraběnka Marie Festeticsová, která zde zemřela.
Söjtörem procházejí vedlejší silnice 7535, 7536 a 7544. Obec není napojena na železniční síť, nejbližší zastávka je v 4,5 km vzdáleném Tófeji. Severně od Söjtöru se nachází fotovoltaická elektrárna, jižně se rozkládají vinice.

## Sousední obce
| Růžice kompasu | Baktüttös         | Bak            | Pölöske | Růžice kompasu |
| Růžice kompasu | Tófej             | Sever          |         | Růžice kompasu |
| Růžice kompasu | Tófej             | Söjtör         |         | Růžice kompasu |
| Růžice kompasu | Tófej             | Jih            |         | Růžice kompasu |
| Růžice kompasu | Pusztaszentlászló | Pusztamagyaród | Hahót   | Růžice kompasu |